# Бівер Тауншип (округ Снайдер, Пенсільванія)
Бівер Тауншип (англ. Beaver Township) — селище (англ. township) в США, в окрузі Снайдер штату Пенсільванія. Населення — 501 особа (2020).

## Демографія
Згідно з переписом 2010 року, у селищі мешкало 525 осіб у 200 домогосподарствах у складі 159 родин. Було 234 помешкання
Расовий склад населення:
| - 99,0 % — білих - 0,4 % — чорних або афроамериканців |

До двох чи більше рас належало 0,4 %. Частка іспаномовних становила 0,2 % від усіх жителів.
За віковим діапазоном населення розподілялося таким чином: 19,0 % — особи молодші 18 років, 61,6 % — особи у віці 18—64 років, 19,4 % — особи у віці 65 років та старші. Медіана віку мешканця становила 45,1 року. На 100 осіб жіночої статі у селищі припадало 98,9 чоловіків;  на 100 жінок у віці від 18 років та старших — 100,5 чоловіків також старших 18 років.
Середній дохід на одне домашнє господарство  становив 67 165 доларів США (медіана — 61 806), а середній дохід на одну сім'ю — 68 214 долари (медіана — 63 333). За межею бідності перебувало 11,1 % осіб, у тому числі 21,8 % дітей у віці до 18 років та 13,4 % осіб у віці 65 років та старших.
Цивільне працевлаштоване населення становило 254 особи. Основні галузі зайнятості: виробництво — 34,3 %, освіта, охорона здоров'я та соціальна допомога — 18,1 %, роздрібна торгівля — 10,2 %, будівництво — 9,4 %.